# Baeriopsis guadalupensis
Baeriopsis es un género de plantas con flores de la familia de las asteráceas. Incluye una sola especie: Baeriopsis guadalupensis. Se encuentra en México.

## Taxonomía
Baeriopsis guadalupensis fue descrita por John Thomas Howell y publicado en Leaflets of Western Botany 3(7): 153–154. 1942.